# On Stage
On Stage е концертен албум на хардрок групата Rainbow, издаден през 1977 г. В албума е включен кавър на песента на Deep Purple „Mistreated“. Записите са взети от няколко концерта на групата в Германия и Япония, от турнето за албума „Rising“ през 1976 г. Много от парчетата са наставяни от различни концерти от продуцента Мартин Бирч. Разменен е и редът на песните, с цел да се съберат на четири плочи. Преработена версия на „Kill The King/Man On the Silver Mountain“ и „Mistreated“ излиза като сингъл (във Великобритания е издаден през 1981 г.).
Ремастерирано CD излиза през май 1999 г. Записът включва интродукцията на концертите на Rainbow (от филма „Магьосникът от Оз“ от 1939 г.): „Toto: I've a feeling we're not in Kansas anymore. We must be over the rainbow!“ („Тото: Имам чувството, че вече не сме в Канзас. Трябва да сме минали под дъгата“), като последната дума се повтаря няколко пъти.
По точен запис на концерт от Германия е издадения през 1991 г. „Live in Germany“.

## Състав
- Рони Джеймс Дио – вокал
- Ричи Блекмор – китара
- Джими Бейн – бас
- Тони Керй – клавишни
- Кози Пауъл – барабани